# Demi-groupe de transformations
En algèbre, un demi-groupe de transformations est un ensemble de fonctions d'un ensemble X dans lui-même qui est fermé pour l'opération de composition. S'il contient l'application identité, c'est un monoïde de transformations. C'est l'analogue, pour les demi-groupes, d'un groupe de permutations.
Un analogue du théorème de Cayley vaut pour les demi-groupes : tout demi-groupe est isomorphe à un demi-groupe de transformations sur un ensemble. 

## Demi-groupes et monoïdes de transformations
Un demi-groupe de transformations est un couple {\displaystyle (X,S)}, où {\displaystyle X} est un ensemble, et {\displaystyle S} est un demi-groupe de transformations sur {\displaystyle X}. Par transformation, on entend ici une application de {\displaystyle X} dans lui-même, non nécessairement inversible, mais partout définie. L'ensemble  est un demi-groupe, c'est-à-dire fermé pour la composition de fonctions. Si {\displaystyle S} contient l'application identité sur {\displaystyle X}, alors c'est un monoïde de transformations. On peut étendre un demi-groupe de transformations en un monoïde en lui ajoutant l'application identité sur {\displaystyle X}. Un monoïde de transformations dont les éléments sont inversibles, et fermé pour l'opération inverse, est un groupe de permutations.
L'ensemble de toutes les transformations de {\displaystyle X} est appelé le monoïde de transformations plein (« full transformation monoid » en anglais). Il est noté {\displaystyle T(X)} ou {\displaystyle T_{X}}. Dans le cas où {\displaystyle X} est l'ensemble des entiers de 1 à {\displaystyle n}, on écrit {\displaystyle T_{n}}. Le monoïde {\displaystyle T(X)} de toutes les transformations de {\displaystyle X} est un demi-groupe régulier.
Un demi-groupe de transformations est un cas particulier d'un demi-groupe {\displaystyle S} opérant sur un ensemble; il a la propriété d'opérer fidèlement : par définition, ceci signifie que si deux éléments du demi-groupe réalisent la même action, alors ils sont égaux.

## Représentation de Cayley
En théorie des groupes, le théorème de Cayley affirme que tout groupe {\displaystyle G} est isomorphe à un sous-groupe du groupe symétrique sur {\displaystyle G}, considéré comme un ensemble, de sorte que {\displaystyle G} est un groupe de permutations. Ce théorème s'étend directement aux monoïdes : tout monoïde  {\displaystyle M} est un monoïde de transformations sur {\displaystyle M} vu comme un ensemble; l'action est simplement la multiplication à droite (ou à gauche), c'est-à-dire la transformation associée à {\displaystyle a\in M} est l'application {\displaystyle x\mapsto xa}, pour {\displaystyle x\in M}. Cette action est fidèle parce si {\displaystyle xa=xb} pour tout {\displaystyle x\in M}, c'est en particulier le cas quand {\displaystyle x} est l'élément neutre, ce qui implique que {\displaystyle a=b}.
Dans le cas d'un demi-groupe {\displaystyle S} sans élément neutre, on prend comme ensemble sous-jacent l'ensemble {\displaystyle X=S^{1}} obtenu en adjoignant un élément neutre à {\displaystyle S}. Alors {\displaystyle S} est réalisé comme demi-groupe de transformations sur {\displaystyle X}. 

## Autres demi-groupes de fonction et relations
- Un demi-groupe de transformations partielles sur un ensemble {\displaystyle X} est un demi-groupe d'applications partielles de {\displaystyle X} dans lui-même; ceci signifie que les applications ne sont pas partout définies.

- Un demi-groupe de bijections partielles sur un ensemble {\displaystyle X} est un demi-groupe d'applications partielles de {\displaystyle X} dans lui-même qui sont toutes des bijections de leur ensemble de définition sur leur image. Le monoïde de toutes les bijections partielles sur un ensemble {\displaystyle X} est un exemple type de demi-groupe inversif, c'est-à-dire d'un demi-groupe tel que, pour tout élément {\displaystyle a}, il existe un et un seul élément {\displaystyle x} tel que {\displaystyle axa=a}.

- Un demi-groupe de relations sur un ensemble {\displaystyle X} est un demi-groupe de relations binaires sur {\displaystyle X}, avec comme produit la composition des relations. Ce ne sont pas de applications partielles, car elles ne sont pas univalentes. Lorsque {\displaystyle X} est l'ensemble {\displaystyle \{1,\ldots ,n\}}, un tel demi-groupe s'identifie à un demi-groupe de matrices booléennes.